# Hossein Ala

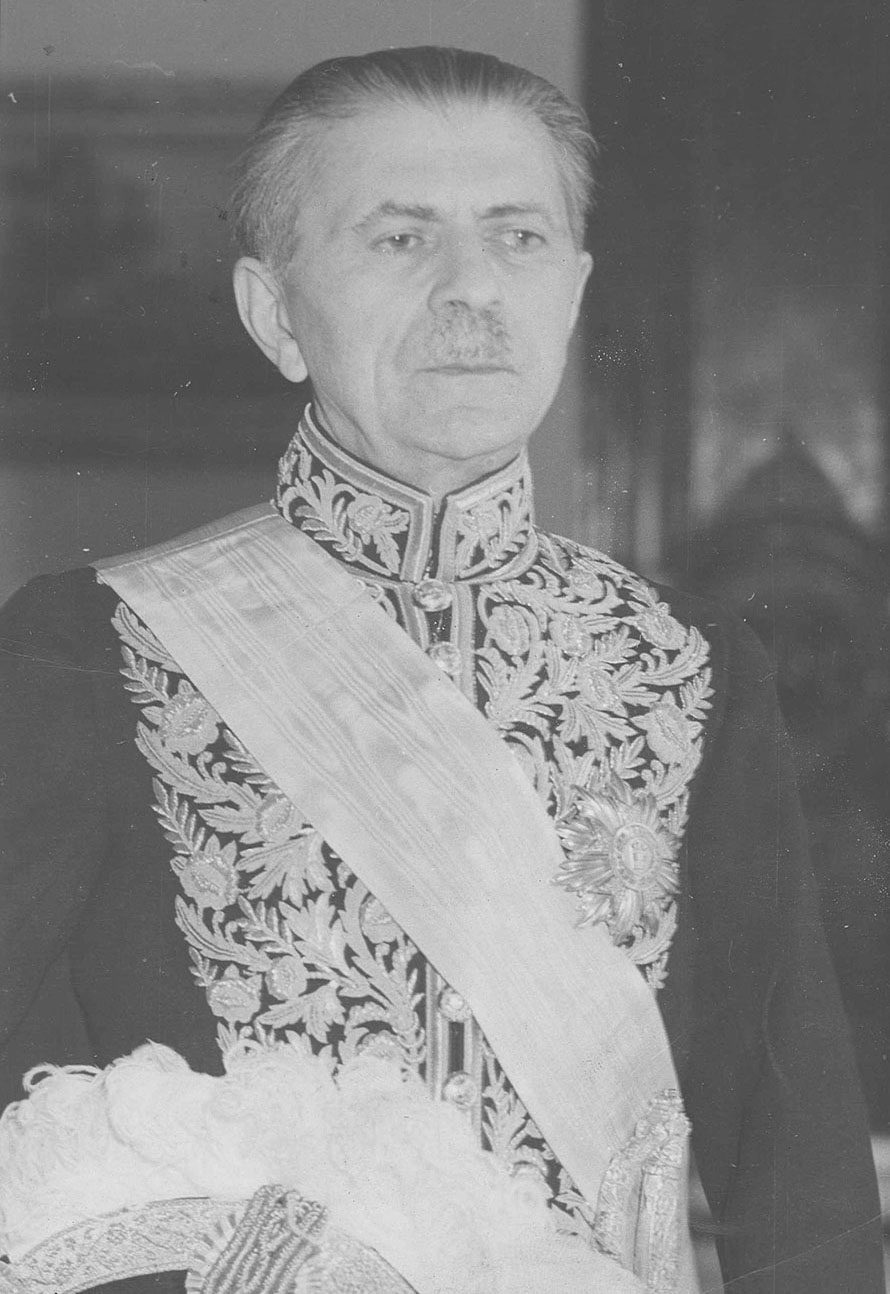
Hossein Ala

Hossein Ala (anhörenⓘ persisch حسین علاء‎; * 13. Dezember 1881 in Teheran; † 13. Juli 1964 ebenda) war ein iranischer Politiker, der über 60 Jahre lang verschiedene Ämter und Positionen bekleidete. Er war mehrfach Minister in den verschiedensten Kabinetten und in der Zeit von März bis April 1951 und von 1955 bis 1957 Premierminister des Iran.

## Leben
Hossein Ala wurde im Jahr 1881 geboren. Sein Vater Mohammad Ali Khan Ala al-Saltaneh gehörte zur politischen Elite unter Naser al-Din Schah. Mit vier Jahren begleitete der junge Hossein seinen Vater nach Russland, der dort als iranischer Konsularbeamter beschäftigt war. Später zog die Familie nach London. Der Vater Hossein Alas war inzwischen iranischer Botschafter in London geworden. Hossein ging in England zur Schule und studierte später an der University of London Jura.

### Die frühen Jahre
Nach erfolgreich bestandenen Examen begann Hossein Ala unter seinem Vater eine Tätigkeit als Botschaftssekretär an der iranischen Botschaft in London. Als sein Vater in den Iran zurückkehrte und Außenminister wurde, ernannte er seinen Sohn zum Geschäftsführer seines Büros. Hossein Ala blieb bis 1915 im Außenministerium.
Im Januar 1918 übernahm Hossein Ala als „Minister für öffentliche Arbeiten“ mit dem Zuständigkeitsbereich für alle staatlichen Bauvorhaben seinen ersten Ministerposten. 1919 war Ala Mitglied der iranischen Delegation, die von Ahmad Schah Kadschar zur Pariser Friedenskonferenz 1919 gesandt wurde, um die iranischen Reparationsforderungen vorzubringen. Die iranische Delegation wurde allerdings auf britischen Druck hin nicht als offizielle Delegation zur Konferenz zugelassen und musste unverrichteter Dinge wieder in den Iran zurückkehren.
Zurück im Iran bewarb sich Hossein Ala um einen Sitz im iranischen Parlament. Ala wurde als Vertreter Teherans ins Parlament gewählt und sollte zu den vier Abgeordneten gehören, die am 31. Oktober 1925 gegen die Abschaffung der Kadscharendynastie und die Ernennung Reza Khans zum Reza Schah Pahlavi stimmten. In einer kurzen Rede betonte Ala, dass das Parlament nicht das Recht zu der angestrebten Verfassungsänderung hätte, und dass der im Parlament zur Abstimmung gebrachte Antrag gegen die Verfassung verstieße. Dass Ala – im Gegensatz zu Mohammad Mossadegh, der ebenfalls gegen die Verfassungsänderung stimmte – später eng mit Reza Schah und nach dessen Abdankung mit Mohammad Reza Schah zusammenarbeitete, zeigt seine Größe und seine Bereitschaft, das Wohl des Landes über persönliche Eitelkeiten zu stellen.

### Botschafter und Minister unter Reza Schah
1927 wurde Hossein Ala wieder Minister für öffentliche Arbeiten. Wenig später sandte man ihn als Vertreter des Irans zum Völkerbund. Vor dem Völkerbundsrat brachte er die Beschwerde gegen die Anglo-Persian Oil Company vor, die dem Iran nur einen verschwindend kleinen Anteil an den Gewinnen aus der Ölförderung in Abadan beließ. Reza Schah wollte die noch unter Mozaffar ad-Din Schah abgeschlossene Förderkonzession neu verhandelt wissen und erreichte dann auch 1935 mit dem Abschluss eines neuen Konzessionsvertrages bessere Konzessionsbedingungen.
Zurück im Iran wurde Hossein Ala 1931 die Leitung der auf Anordnung von Reza Schah gegründeten iranischen Nationalbank übertragen. Bis zu diesem Zeitpunkt hatte die von den Briten geführte Imperial Bank of Persia die iranischen Banknoten gedruckt und damit quasi die Rolle einer iranischen Nationalbank übernommen.
Hossein Ala war neben seinen politischen Ämtern auch im sozialen und kulturellen Bereichen aktiv. Er war Gründungspräsident des iranischen Roten Kreuzes (Roter Löwe und Sonne), Mitglied des Organisationskomitees zur 1000-Jahr-Feier zu Ferdosis Geburtstag und zwanzig Jahre später war Hossein Ala Mitglied des Festkomitees der später so heftig kritisierten 2500-Jahr-Feier der Iranischen Monarchie.
1931 sollte Hossein Ala eigentlich als Botschafter nach London entsandt werden. Die britische Regierung wollte Ala zunächst nicht als Botschafter in London bestätigen. Im britischen Außenministerium hatte man nicht vergessen, dass Ala vor dem Völkerbund gegen die britischen Interessen in Fragen der APOC aufgetreten war. Nachdem klar wurde, dass Reza Schah die Ernennung Alas zum Botschafter nicht rückgängig machen würde, gab man nach und bestätigte ihn 1934. Nach zwei Jahren als offiziell anerkannter iranischer Botschafter in London kehrte Hossein Ala in den Iran zurück und wurde Wirtschaftsminister.

### Hofminister unter Mohammad Reza Schah
Nach der Abdankung Reza Schahs zu Gunsten seines Sohnes Mohammad Reza Schah im Jahr 1941 wurde Hossein Ala Hofminister. Für die kommenden zwanzig Jahre sollte Hossein Ala die rechte Hand von Mohammad Reza Schah sein. Nach dem Ende des Zweiten Weltkriegs wurde Ala als Leiter einer iranischen Delegation zu den Vereinten Nationen nach New York entsandt. Ala informierte den Sicherheitsrat, dass sowjetische Truppen nicht wie vereinbart aus dem Iran abgezogen seien, sondern rechtswidrig den Norden Irans besetzt hielten, und im Zuge dieser Besetzung separatistische Bewegung unterstützten. Der Sicherheitsrat der Vereinten Nationen und Präsident Harry S. Truman setzten Generalsekretär Josef Stalin so sehr unter Druck, dass er einlenkte, und die sowjetischen Truppen aus dem Iran zurückzog.

### Botschafter 1950
Hossein Ala blieb als iranischer Botschafter in den USA bis 1950. Auf Anweisung von Mohammad Reza Schah suchte er die Zustimmung der USA zu einem Beitritt des Iran in die NATO zu erlangen, was aber schon daran scheiterte, dass der Iran die Mittel zu einem substantiellen Beitrag zu dem Verteidigungsbündnis fehlten.

### Premierminister 1951

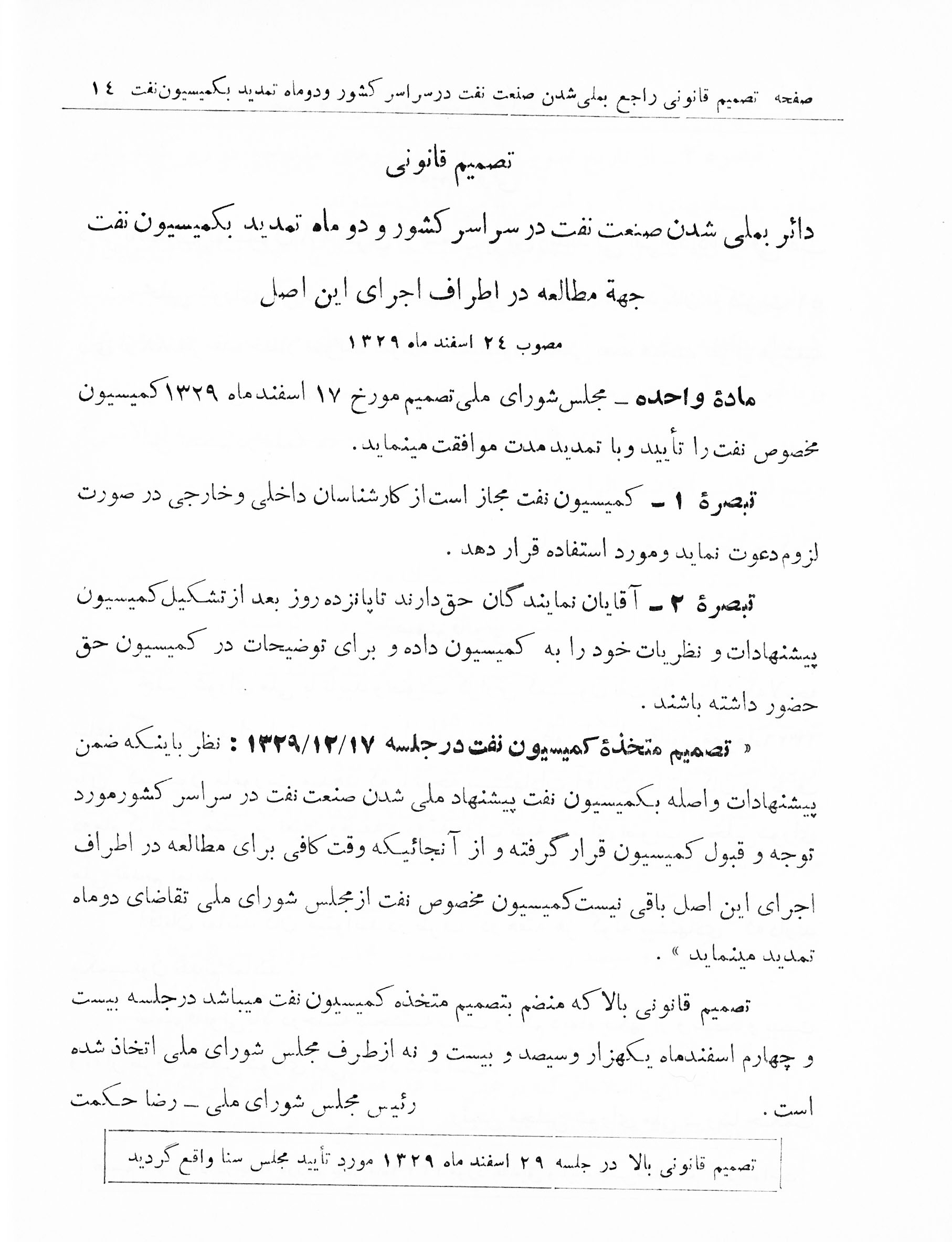
Gesetz zur Nationalisierung der Ölindustrie im Iran, 15. März 1953

Nach seiner Rückkehr in den Iran wurde Hossein Ala nach der Ermordung Hadsch Ali Razmaras durch Mitglieder der islamistischen Fedajin-e Islam am 12. März 1951 Premierminister. Damit übernahm Ala ein Amt, für das er schon seit langem vorgesehen war. Am 15. März verabschiedete das Parlament das Gesetz zur Verstaatlichung der Ölindustrie.  Am 20. März stimmte der Senat, die zweite Kammer des Iran, dem Gesetz zu, und es trat mit der Unterschrift Mohammad Reza Schahs in Kraft. Am 17. April sprach das Parlament Premierminister Ala mit 77 Ja-Stimmen von 84 anwesenden Abgeordneten das Vertrauen aus. Am 30. April wurde die National Iranian Oil Company (NIOC) gegründet, um die Förderanlagen und Raffinerien der Anglo-Iranian Oil Company im Iran zu übernehmen und die Geschäftstätigkeit der in die Hände des iranischen Staates übergangenen Ölindustrie fortzusetzen.
Die Amtszeit Alas sollte aber bereits zwei Monate später enden, da seine Regierungstätigkeit von Mohammad Mossadegh mit Unterstützung der Abgeordneten der Nationalen Front sabotiert wurde. Das iranische Parlament hatte mit dem Amtsantritt von Hossein Ala die der britischen AIOC gehörenden Ölförder- und Raffinerieanlagen in Abandan verstaatlicht. Die erste Aufgabe von Premierminister Ala sollte es sein, zusammen mit einem dafür eingerichteten Parlamentsausschuss die Ausführungsbestimmungen dieses Gesetzes auszuarbeiten und mit den Briten über Entschädigungszahlungen für die verstaatlichten Anlagen zu verhandeln. 
Mossadegh entwarf einen „Neun-Punkte-Plan“ und legte ihn, ohne auch nur mit Ala darüber gesprochen zu haben, dem Parlament zur Entscheidung vor. Hossein Ala geriet mit Mossadegh über das weitere Vorgehen in Streit und musste aber erkennen, dass er gegen die Stimmen der Abgeordneten der Nationalen Front, die Mossadegh unterstützten, nicht werde regieren können. Nach nur wenigen Wochen im Amt trat Ala am 28. April zurück und machte Platz für den neuen Premierminister Mossadegh. Ala übernahm wieder das Hofministerium, bis Mossadegh ihn auch aus diesem Amt verdrängte und durch einen seiner Gefolgsleute, Abol Qasem Amini, ersetzte.

### Premierminister 1953
Nach dem Sturz Mossadeghs übernahm Ala unter dem neuen Premierminister Fazlollah Zahedi im Dezember 1953 wieder das Amt des Hofministers. Nach dessen Rücktritt am 7. April 1955 wurde Hossein Ala ein zweites Mal Premierminister. Kaum im Amt kam es durch die Fedajin-e Islam zu einem Attentat auf Ala. Ala wurde bei dem Attentat nur leicht verletzt. Er ließ die radikalislamische Gruppe, die auch mit Chomeini in Verbindung stand, mit allen Kräften verfolgen und ihren Anführer Navab Safavi verhaften, aburteilen und hinrichten.
1952 wurde die Türkei in die NATO aufgenommen, sodass die Frage des Beitritts Irans zu einem vom Westen unterstützten Verteidigungsbündnisses erneut zur Diskussion anstand. 1955 wurde dann mit Hilfe der USA die METO (Middle East Treaty Organisation), die später in CENTO umbenannt wurde, gegründet, in der Iran dann Mitglied wurde. Bereits 1959 trat der Irak aber aus diesem Bündnis aus, was seine Bedeutung erheblich schwächte.

### Hofminister 1955 und 1957–1963
Nach zwei Jahren als Premierminister trat Hossein Ala zurück und Manutschehr Eghbal übernahm das Amt. Ala kehrte wieder in sein altes Amt als Hofminister zurück. Seine wichtigste Aufgabe sollte es 1959 sein, in Geheimverhandlungen mit der Sowjetunion einen Nichtangriffspakt auszuhandeln. Nachdem die amerikanische Regierung von diesen Verhandlungen erfahren hatte, schrieb der amerikanische Präsident Dwight D. Eisenhower Mohammad Reza Schah, dass er den Abschluss eines solchen Vertrages zwischen dem Iran und der Sowjetunion als einen unfreundlichen Akt betrachten würde. Die Verhandlungen wurden daraufhin abgebrochen. Im Gegenzug verpflichtete sich die USA, den Iran beim Aufbau moderner Streitkräfte zu unterstützen.
Das Ende als Hofminister kam für Hossein Ala am 5. Juni 1963. Chomeini hatte am 3. Juni 1963 seine Rede gegen den Tyrannen unsere Zeit (gemeint war Mohammad Reza Schah) gehalten und war am 5. Juni verhaftet worden. Es war zu gewalttätigen Demonstrationen gekommen und Hossein Ala ging noch am selben Tag zu Mohammad Reza Schah, um ihm vorzuschlagen, dass der amtierenden Premierminister Asadollah Alam zurücktreten müsse, um Platz für eine Regierung der nationalen Versöhnung zu machen. Mohammad Reza Schah war über dieses Ansinnen ziemlich verärgert und ließ Hossein Ala am folgenden Tag telefonisch ausrichten, dass er nicht mehr „ins Ministerium kommen solle“. Nach diesem abrupten, bitteren Ende einer viele Jahrzehnte andauernden Zusammenarbeit mit dem Schah wurde Ala zum Abschluss seiner politischen Laufbahn von Mohammad Reza Schah als Mitglied des Senats nominiert.

### Privates
Ala war mit Rodiye Garagozlou verheiratet. Sie gehörte zu den ersten Frauen ihrer Generation, die den Tschador ablegten und westliche Kleidung trugen. Aus der Ehe gingen zwei Kinder, ein Sohn und eine Tochter, hervor.
Am 14. Juli 1964 starb Hossein Ala im Alter von 82 Jahren in seinem Haus in Teheran.

## Ehrungen
- 1956: Großkreuz des Bundesverdienstkreuzes
- 1958: Großkreuz des Päpstlichen Piusordens[4]
- 1958: Große Goldene Ehrenzeichen am Bande für Verdienste um die Republik Österreich[5].

## Galerie

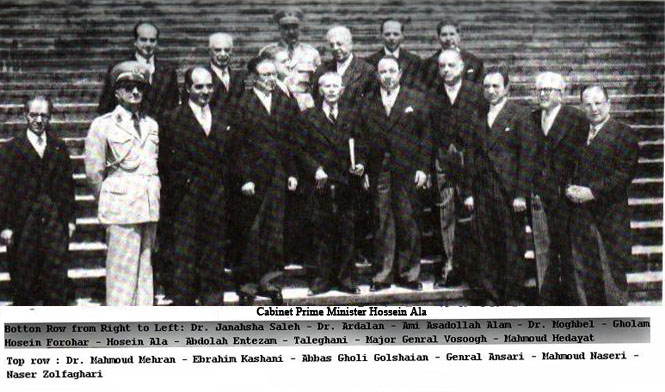
Kabinett von Premier-minister Hossein Ala

| Personendaten    | Personendaten        |
| ---------------- | -------------------- |
| NAME             | Ala, Hossein         |
| ALTERNATIVNAMEN  | حسین علاء (persisch) |
| KURZBESCHREIBUNG | iranischer Politiker |
| GEBURTSDATUM     | 13. Dezember 1881    |
| GEBURTSORT       | Teheran              |
| STERBEDATUM      | 13. Juli 1964        |
| STERBEORT        | Teheran              |